# Liga ACT 2011
La temporada 2011 de la Liga ACT (conocida como Liga San Miguel por motivos de patrocinio) es la novena edición de la competición de traineras organizada por la Asociación de Clubes de Traineras. Compiten 12 equipos encuadrados en un único grupo. La temporada regular comenzó el 18 de junio en Burdeos y terminó el 28 de agosto en Castro-Urdiales (Cantabria). Posteriormente, se disputaron los play-off para el descenso a la Liga ARC o a la Liga LGT.

## Sistema de competición
La competición consta de tres tipos de regatas:
- Regatas puntuables: computan para la clasificación de la liga y todos los clubes deben participar en ellas.
- Regatas no puntuables: no computan para la clasificación de la liga y los clubes pueden no participar en ellas mediando causa justificada. En la temporada 2011, la primera regata programa en Burdeos no fue puntuable.
- Regatas de play-off: se disputan 2 regatas en la que participan el clasificado en undécimo lugar al finalizar y dos representantes de la Liga ARC y otros dos de la LGT. El clasificado en último lugar, desciende directamente.

En esta edición se disputaron 19 banderas puntuables y una no puntuable durante la temporada regular y dos regatas de play-off. Todos los integrantes de la Liga ACT disputan las regatas puntuables excepto las dos últimas ya que éstas coinciden con el desarrollo de los play-off. En estas dos últimas regatas no participan los siguientes clasificados: el último, que desciende directamente a las ligas ARC o LGT, y los clasificados en los puestos noveno y décimo; el penúltimo clasificado rema en la tanda de los play-off por lo que estas banderas solo las disputan los ocho primeros clasificados tras la disputa de las 18 primeras regatas. 

## Calendario

### Temporada regular
Las siguientes regatas tuvieron lugar en 2011.
| Orden | Regata                                             | Fecha            | Hora  | Localidad            | Provincia  |
| ----- | -------------------------------------------------- | ---------------- | ----- | -------------------- | ---------- |
| 1     | Trofeo Burdeos Casino Lucien Barrière              | 18 de junio      | 17:00 | Burdeos              | Francia    |
| 2     | Gran Premio CCI de Burdeos                         | 19 de junio      | 17:00 | Burdeos              | Francia    |
| 3     | XXI Bandera Valle de Camargo                       | 2 de julio       | 18:00 | Camargo              | Cantabria  |
| 4     | III Bandera de Bilbao                              | 3 de julio       | 12:00 | Bilbao               | Vizcaya    |
| 5     | XXIX Bandera Concejo de Moaña                      | 9 de julio       | 18:00 | Moaña                | Pontevedra |
| 6     | I Bandera O'pirata.com                             | 10 de julio      | 12:00 | Moaña                | Pontevedra |
| 7     | VII Bandera Marina de Cudeyo - Gran Premio Dynasol | 16 de julio      | 18:00 | Pedreña              | Cantabria  |
| 8     | XLII Bandera de Santander                          | 17 de julio      | 12:00 | Santander            | Cantabria  |
| 9     | I Bandera Autoridad Portuaria de Pasajes           | 23 de julio      | 18:00 | Pasajes de San Pedro | Guipúzcoa  |
| 10    | IV Bandera Ambilamp                                | 24 de julio      | 12:00 | Portugalete          | Vizcaya    |
| 11    | XXXIII Bandera de Guecho                           | 30 de julio      | 18:00 | Guecho               | Vizcaya    |
| 12    | XXVI Bandera de Zumaya                             | 31 de julio      | 12:00 | Zumaya               | Guipúzcoa  |
| 13    | XXXIV Bandera de Zarauz (jornada 1)                | 13 de agosto     | 18:00 | Zarauz               | Guipúzcoa  |
| 14    | XXXIV Bandera de Zarauz (jornada 2)                | 14 de agosto     | 12:00 | Zarauz               | Guipúzcoa  |
| 15    | XXIV Bandera de Fuenterrabía - Gran Premio Mapfre  | 20 de agosto     | 18:00 | Fuenterrabía         | Guipúzcoa  |
| 16    | II Bandera Iberdrola                               | 21 de agosto     | 12:00 | Pasajes de San Juan  | Guipúzcoa  |
| 17    | XXI Bandera de Orio - Inmobiliaria Orio            | 27 de agosto     | 18:00 | Orio                 | Guipúzcoa  |
| 18    | XV Bandera Flaviobriga                             | 28 de agosto     | 12:00 | Castro-Urdiales      | Cantabria  |
| 19    | XXIX Bandera Villa de Bermeo                       | 17 de septiembre | 18:30 | Bermeo               | Vizcaya    |
| 20    | XXXVII Bandera El Corte Inglés                     | 18 de septiembre | 12:30 | Portugalete          | Vizcaya    |

### Play-off de ascenso a Liga ACT
Los play-off de ascenso se disputan como tanda aparte en las banderas de Bermeo y El Corte Inglés.
| Orden | Regata      | Fecha            | Hora  | Provincia |
| ----- | ----------- | ---------------- | ----- | --------- |
| 1     | Bermeo      | 17 de septiembre | 18:00 | Vizcaya   |
| 2     | Portugalete | 18 de septiembre | 12:00 | Vizcaya   |

## Traineras participantes
| Equipo               | Nombre de la Trainera | Localidad                  | Provincia  |
| -------------------- | --------------------- | -------------------------- | ---------- |
| Tirán Pereira        | Ruly                  | Tirán (Moaña)              | Pontevedra |
| Camargo              | Virgen del Carmen     | Camargo                    | Cantabria  |
| Astillero            | San José XIV          | El Astillero               | Cantabria  |
| Pedreña              | Seve Ballesteros      | Pedreña (Marina de Cudeyo) | Cantabria  |
| Castro               | La Marinera           | Castro-Urdiales            | Cantabria  |
| Kaiku-Ambilamp       | Bizkaitarra           | Sestao                     | Vizcaya    |
| Urdaibai-Umpro Avia  | Bou Bizkaia           | Bermeo                     | Vizcaya    |
| Zumaia-Altuna y Uria | Telmo Deun            | Zumaya                     | Guipúzcoa  |
| Orio-Amenabar        | Txiki                 | Orio                       | Guipúzcoa  |
| San Pedro-Ecolmare   | Libia                 | Pasajes                    | Guipúzcoa  |
| San Juan-Iberdrola   | San Juan              | Pasajes                    | Guipúzcoa  |
| Hondarribia-Orsa     | Ama Guadalupekoa      | Fuenterrabía               | Guipúzcoa  |

 Los clubes participantes están ordenados geográficamente, de oeste a este 

### Equipos por provincia
| Provincia  | N. | Equipos                                                                                       |
| ---------- | -- | --------------------------------------------------------------------------------------------- |
| Guipúzcoa  | 5  | Hondarribia-Orsa, Orio-Amenabar, San Juan-Iberdrola, San Pedro-Ecolmare, Zumaia-Altuna y Uria |
| Cantabria  | 4  | Astillero, Camargo, Castro, Pedreña                                                           |
| Vizcaya    | 2  | Kaiku-Ambilamp, Urdaibai-Umpro Avia                                                           |
| Pontevedra | 1  | Tirán Pereira                                                                                 |

### Ascensos y descensos
| Pos. | Ascendidos de Liga ARC 2010 |
| ---- | --------------------------- |
| 2.º  | Camargo                     |

| Pos. | Descendidos a Liga ARC 2011 |
| ---- | --------------------------- |
| 12º  | Zarautz-Inmobiliaria Orio   |

     Ascenso después de play-off.

     Descenso directo ordinario.

     Descenso después de play-off.

## Clasificación
A continuación se recoge la clasificación en cada una de las regatas disputadas.
Los puntos se reparten entre los doce participantes en cada regata.
| Posición | 1.º | 2.º | 3.º | 4.º | 5.º | 6.º | 7.º | 8.º | 9.º | 10.º | 11.º | 12.º |
| Puntos   | 12  | 11  | 10  | 9   | 8   | 7   | 6   | 5   | 4   | 3    | 2    | 1    |

| Pos. | Club                 | Trainera          | 1 CAS | 2 CCI | 3 CAM | 4 BIL | 5 MOA | 6 PIR | 7 CUD | 8 SER | 9 PAS | 10 AMB | 11 GUE | 12 ZUM | 13 ZA1 | 14 ZA2 | 15 FUE | 16 IBE | 17 ORI | 18 FLA | 19 BER | 20 ING | Puntos |
| ---- | -------------------- | ----------------- | ----- | ----- | ----- | ----- | ----- | ----- | ----- | ----- | ----- | ------ | ------ | ------ | ------ | ------ | ------ | ------ | ------ | ------ | ------ | ------ | ------ |
| 1    | Kaiku-Ambilamp       | Bizkaitarra       | C     | C     | 4     | 1     | 4     | 7     | 1     | 3     | 1     | 3      | 1      | 5      | 1      | 1      | 1      | 2      | 6      | 1      | 5      | 1      | 186    |
| 2    | Urdaibai-Umpro Avia  | Bou Bizkaia       | C     | C     | 1     | 6     | 1     | 6     | 2     | 1     | 3     | EX     | 3      | 1      | 2      | 5      | 5      | 1      | 8      | 2      | 2      | 2      | 170    |
| 3    | Hondarribia-Orsa     | Ama Guadalupekoa  | C     | C     | 2     | 7     | 10    | 1     | 5     | 5     | 5     | 1      | 2      | 4      | 4      | 2      | 3      | 3      | 3      | 5      | 1      | 3      | 168    |
| 4    | San Juan-Iberdrola   | San Juan          | C     | C     | 9     | 2     | 5     | 3     | 4     | 2     | 4     | 8      | 5      | 3      | 5      | 3      | 6      | 6      | 2      | 6      | 7      | 4      | 150    |
| 5    | Tirán Pereira        | Ruly              | C     | C     | 10    | 4     | 6     | 4     | 7     | 7     | 8     | 4      | 7      | 6      | 3      | 7      | 2      | 7      | 1      | 3      | 3      | 5      | 140    |
| 6    | Pedreña              | Seve Ballesteros  | C     | C     | 3     | 9     | 9     | 5     | 3     | 4     | 6     | 5      | 6      | 2      | 7      | 4      | 7      | 4      | 4      | 4      | 6      | 8      | 138    |
| 7    | Astillero            | San José XIV      | C     | C     | 5     | 3     | 2     | 2     | 6     | 6     | 2     | 11     | 4      | 7      | 6      | 6      | 4      | 9      | 5      | 9      | 4      | 6      | 137    |
| 8    | San Pedro-Ecolmare   | Libia             | C     | C     | 12    | 5     | 8     | 9     | 11    | 12    | 7     | 2      | 9      | 11     | 8      | 10     | 8      | 5      | 10     | 10     | 8      | 7      | 82     |
| 9    | Castro               | La Marinera       | C     | C     | 7     | 12    | 3     | 12    | 10    | 10    | 9     | 7      | 8      | 9      | 9      | 8      | 10     | 10     | 7      | 12     | DNP    | DNP    | 65     |
| 10   | Zumaia-Altuna y Uria | Telmo Deun        | C     | C     | 6     | 8     | 7     | 11    | 8     | 11    | 10    | 9      | 10     | 8      | 11     | 9      | 11     | 11     | 11     | 11     | DNP    | DNP    | 56     |
| 11   | Camargo              | Virgen del Carmen | C     | C     | 11    | 10    | 12    | 10    | 12    | 8     | 11    | 10     | 12     | 10     | 10     | 12     | 9      | 8      | 9      | 8      | DNP    | DNP    | 46     |
| 12   | Orio-Amenabar        | Txiki             | C     | C     | 8     | 11    | 11    | 8     | 9     | 9     | 12    | 6      | 11     | 12     | 12     | 11     | 12     | 12     | 12     | 7      | DNP    | DNP    | 45     |

| Color     | Resultado                        |
| --------- | -------------------------------- |
| Oro       | Ganador                          |
| Plata     | Segundo                          |
| Bronce    | Tercero                          |
| Verde     | Puntuó                           |
| Blanco    | C - Regata cancelada             |
| Sin color | EX - Excluido                    |
| Sin color | DNP - Inscrito pero no participó |

La primera regata a disputar en Burdeos fue cancelada por las condiciones del río Garona en el que se iba a desarrollar. La segunda regata fue cancelada tras las dos primeras tandas por las fuertes corrientes en el Garona.

### Play-off de ascenso a Liga ACT
Los puntos se reparten entre los cinco participantes en cada regata.
| Posición | 1.º | 2.º | 3.º | 4.º | 5.º |
| Puntos   | 5   | 4   | 3   | 2   | 1   |